# Êxodo: Deuses e Reis
Exodus: Gods and Kings (bra: Êxodo: Deuses e Reis; prt: Êxodo: Deuses e Reis ou Exodus: Deuses e Reis) é um filme épico de 2014 inspirado na Bíblia e dirigido pelo altamente renomado Ridley Scott. Foi escrito por Adam Cooper, Bill Collage, Jeffrey Caine e Steven Zaillian. O filme é estrelado por Christian Bale, Joel Edgerton, John Turturro, Aaron Paul, Ben Mendelsohn, Sigourney Weaver, e Ben Kingsley. O filme faz uma releitura da história do Êxodo baseada em livros antigos provenientes da cultura judaica, como Midraxes, e na própria versão em hebraico da Torá, de onde mais interpretações podem ser feitas sobre a história do Êxodo dos hebreus do Egito sendo liderados por Moisés e relatado no Livro do Êxodo. Vários países islâmicos proibiram sua exibição por não concordarem com a visão do filme onde os hebreus são mostrados como o povo eleito por Deus e os egípcios como carrascos e perseguidores dos hebreus. O filme é dedicado ao irmão mais novo e companheiro do diretor, Tony Scott, que cometeu suicídio em 2012.

## Elenco
- Christian Bale como Moisés
- Joel Edgerton como Ramessés II
- John Turturro como Seti I, filho de Ramessés I (Paramessu) e pai de Ramessés II.
- Aaron Paul como Josué
- Ben Mendelsohn como Hegep[9]
- Ben Kingsley como Nun
- Sigourney Weaver como Tuiu (esposa de Seti I e mãe de Ramessés II)
- María Valverde como Zípora
- Indira Varma como Alta Sacerdotisa[10]
- Hiam Abbass como Bithiah (mãe adotiva de Moisés, irmá de Seti I e filha de Ramessés I (originalmente Paramessu)).
- Kevork Malikyan como Jetro
- Anton Alexander como Dathan
- Golshifteh Farahani como Nefertari
- Tara Fitzgerald como Miriã (irmã de Moisés)
- Dar Salim como Khyan[11]
- Andrew Tarbet como Aarão
- Issac Andrews como Malak

## Produção

### Desenvolvimento
Em junho de 2012, Ridley Scott anunciou que desenvolvia uma adaptação do Livro de Êxodo, provisoriamente intitulada "Moses". Em março de 2013, o site de notícias Deadline.com afirmou que Scott almejava Christian Bale como ator principal no filme; em agosto Bale foi confirmado para o papel de Moisés. No mesmo dia, Joel Edgerton juntou-se ao elenco para interpretar Ramessés e a produção foi agendada para iniciar em setembro. O estúdio anunciou testes de elenco em Almería e Pechina para 3000 a 4000 figurantes com outros 2000 figurantes na ilha de Fuerteventura. Em 27 de agosto, Aaron Paul foi confirmado para o papel de Josué. Sigourney Weaver, Ben Kingsley e John Turturro permaneceram até então em negociações sobre sua atuação no filme. Em março de 2014, o estúdio modificou o título da produção para "Exodus: Gods and Kings".

### Filmagens

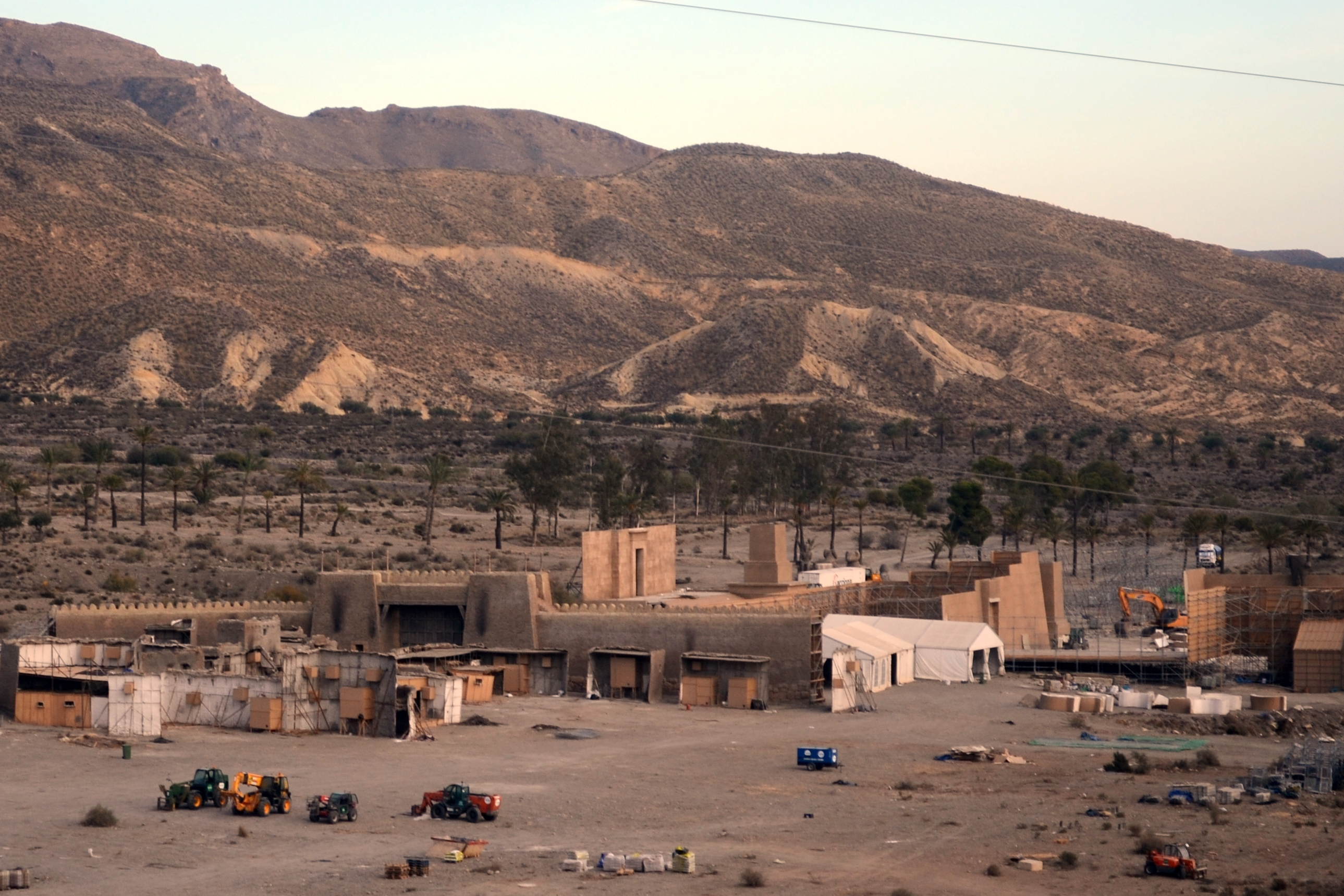
Set de gravação de Exodus em Pechina, Andaluzia, Espanha.

As filmagens tiveram início em outubro de 2013 em Almería. Filmagens adicionais foram agendadas no Pinewood Studios, Inglaterra. Outras locações foram Tabernas, Sierra Alhamilla e uma grande locação principal em Ouarzazate (Marrocos). As cenas do Mar Vermelho foram filmadas em uma praia da ilha de Fuerteventura, no arquipélago das Ilhas Canárias. De acordo com a imprensa especializada, as filmagens duraram 74 dias.

### Pós-produção
Peter Chiang supervisionou os efeitos visuais do filme. Ele afirmou que "Ridley queria convencer o público de que tudo foi fenômeno natural, como um eclipse ou um tsunami, e não simplesmente alguém tocando um cajado no mar".
A produção levou mais de 1500 tomadas de efeitos visuais para ampliar digitalmente a população de hebreus e ajudar a tornar mais autênticas as pragas de granizo, gafanhotos e sapos, embora 400 rãs tenham sido usadas durante as filmagens. Cerca de 40 atores acompanharam Bale nas cenas que reproduziam a travessia do Mar Vermelho, sendo o restante da multidão gerado por computador, juntamente com cerca de 180 pés, os cavalos e carruagens; foram 400 mil pessoas reproduzidas digitalmente na cena. Nos close-ups de pessoas fugindo na praia, os cineastas usaram águas reais. Para a cena da tempestade de granizo, a equipe de efeitos especiais construiu canhões especiais que disparavam bolas de polímero que se fragmentam no ar com a mesmas características de uma bola de gelo. Cerca de 30 destes canhões foram usados no filme. Para a visão distante da tempestade, foram usadas simulações de computador.
Em uma entrevista para Access Hollywood, Scott afirmou que houve um corte "final" de cenas do filme de 4 horas de duração total, fazendo com que a versão exibida nos cinemas fosse reduzida em 90 minutos.

## Música
Em 8 de julho de 2014, Alberto Iglesias foi anunciado como arranjador da música do filme com música adicional de Harry Gregson-Williams.

## Recepção

### Bilheteria
Exodus: Gods and Kings arrecadou US$ 65 milhões nos Estados Unidos e Canadá e US$ 203,2 milhões internacionalmwente, totalizando 268 milhões.
O filme foi lançado na América do Norte em 12 de dezembro de 2014 em 3.503 salas de cinema. Arrecadou US$ 8,9 milhões de dólares em seu dia de lançamento (incluindo as previews). O filme liderou as bilheterias durante sua semana de estreia 24 milhões de dólares, que foi significantemente mais baixo do que a arrecadação de estreia de Noé, outro filme de inspiração temática bíblica de 2014.

## Adaptação local e censura
Exodus foi proibido no Egito. O Ministro da Cultura egípcio descreveu-o como "um filme sionista" e afirmou que o mesmo foi banido por conta de sua "inexatidão histórica", como criar uma falsa impressão de que Moisés e o hebreus ergueram as Pirâmides. Ao contrário de outros épicos bíblicos, Exodus não foi censurado pelo Ministério de Cultura. No Islão, Moisés (Musa) é tido como um profeta de Allah, porém a maior instituição religiosa do país, a Al-Azhar, não se opôs ao conteúdo do filme, como havia ocorrido com Noé.
No Marrocos, a Moroccan Cinema Centre (CCM) inicialmente aprovou a exibição do filme, mas dias após representantes da instituição proibiram o filme por conta da personificação da voz de Deus (O que é um erro, já que o menino representa um anjo mensageiro e não Deus) Após a edição de alguns diálogos, o filme foi aprovado para exibição no país.
Exodus teve sua estreia negada nos Emirados Árabes Unidos por conta dos "muitos equívocos" na história. O diretor de conteúdo de mídia no Conselho de Mídia Nacional explicou: "O filme está sob nossa avaliação e acreditamos que há muitos erros não somente sobre o Islão como também sobre as demais religiões. Então, não iremos lançá-lo nos Emirados Árabes Unidos".

## Controvérsias

### Exatidão histórica e bíblica

A Travessia do Mar Vermelho, por Nicolas Poussin.

Antes de seu lançamento, algumas controvérsias cresceram sobre afirmações de Ridley Scott de que ele buscaria explicações naturais para os milagres, incluindo um tsunami que teria causado a abertura do Mar Vermelho. De acordo com Scott, a abertura do Mar Vermelho teria sido inspirada por um tsunami que, por sua vez, desencadeou num terremoto submarino na costa italiana em aproximadamente 3000 a.C.. Isto, somando-se às afirmações preconceituosas de Christian Bale sobre seu personagem, geraram fortes críticas de parte do público. Entre os que manifestaram sua preocupação, o autor Brian Godawa afirmou que seria "preciso retratar Moisés como um herói imperfeito, assim os cristão não terão problemas com isso, mas para ser tão extremo ao ponto de chamá-lo de pessoa mais bárbara na história, que soa como se ele estivesse desviando de seu caminho". Outro crítico foi Chris Stone, afirmando que "não há nada na história bíblica que apoia isto" e acrescentou que "é uma indicação de que haverá tremenda desconexão entre a interpretação de Bale e as expectativas do público".
Em sua análise, Ellen White - editora chefe da Sociedade de Arqueologia Bíblica - destacou os equívocos bíblicos do filme. White notou que todos os aspectos teológicos sobre as Pragas do Egito foram retiradas da versão de Scott, além de que havia menos do que dez pragas, como citado na Bíblia. As pragas eram de natureza diferente (como crocodilos, por exemplo) e os israelitas mostravam-se afligidos por elas tal como os egípcios. A autora resumiu sua análise com a afirmação: "A história deles era tão diferente que se não usar os nomes bíblicos e lançar o mesmo filme com um título diferente, eu poderia nem sequer o reconhecer".

### Escolha do elenco
O jornal Sydney Morning Herald e a revista Christian Today divulgaram que o elenco de atores caucasianos nos papéis principais estaria sofrendo protestos. Quatro atores caucasianos foram selecionados para os papéis principais (que incluem personagens hebreus e egípcios): Christian Bale como Moisés, Joel Edgerton como Ramessés II, Sigourney Weaver como Rainha Tuiu e Aaron Paul como Josué. O Sydney Morning Herald também relatou observações da comunidade online de que a Grande Esfinge de Gizé no filme possuía traços europeus. A Christian Today informou que uma petição online estaria em circulação e comparou Exodus ao consagrado The Ten Commandments (1956) com seu elenco formado por atores caucasianos, mas afirmou que "a questão racial, o número de atores negros e as oportunidades oferecidas a eles eram muito diferente em 1956". Alguns usuários da rede social Twitter conclamaram um boicote do filme.